# Oberndorf bei Salzburg
Oberndorf bei Salzburg ist eine Stadt in Österreich mit 6058 Einwohnern (Stand 1. Jänner 2025). Sie liegt im Norden des Bundeslandes Salzburg am rechten Ufer der Salzach gegenüber der bayerischen Grenzstadt Laufen. In Oberndorf in der Nikolauskirche wurde 1818 erstmals das Weihnachtslied Stille Nacht, heilige Nacht uraufgeführt.

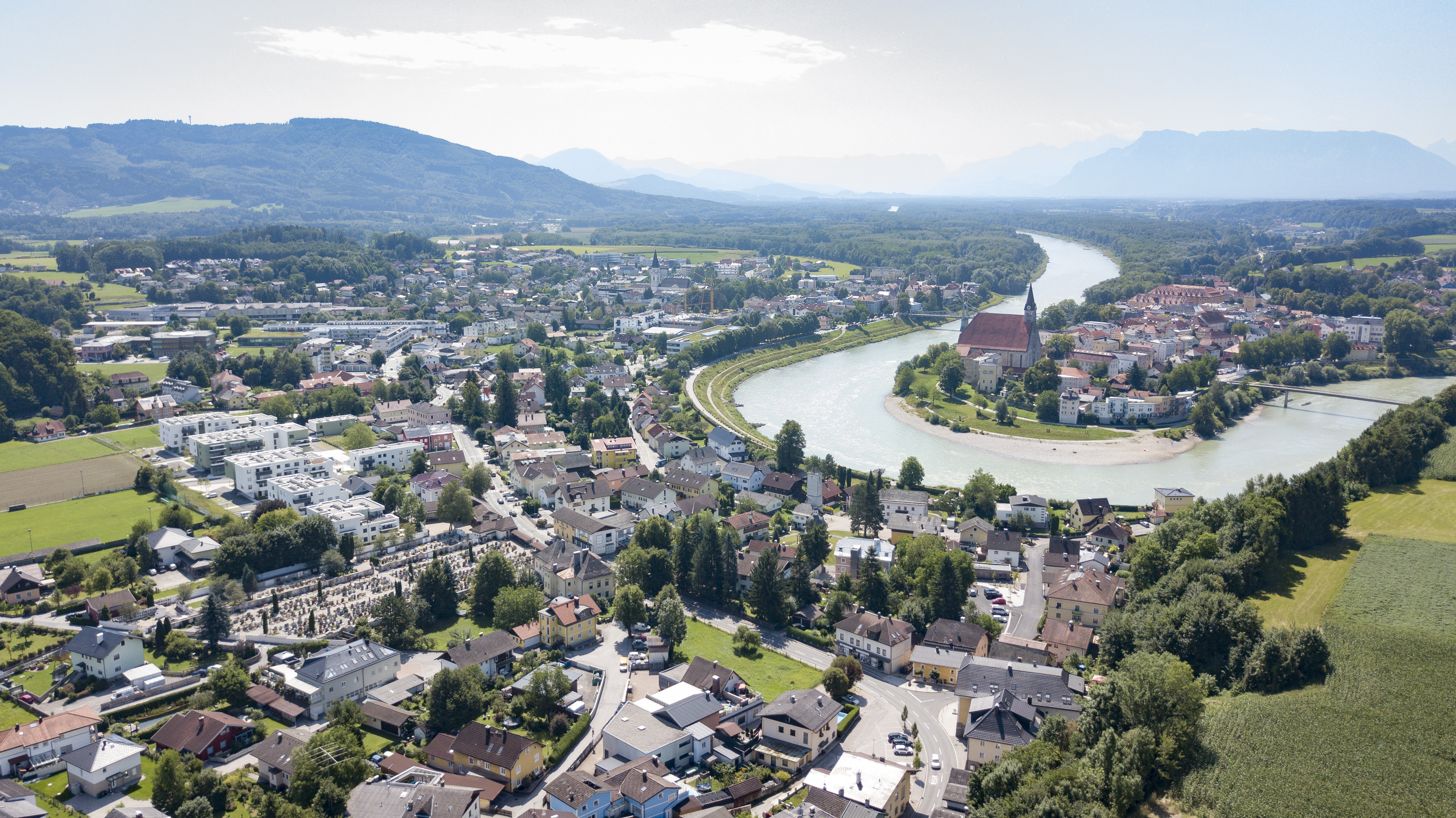
Oberndorf (im linken Bildteil, rechts: Laufen)

## Geografie
Die Stadt Oberndorf bei Salzburg liegt am rechten Ufer der Salzach etwa 17 Kilometer nördlich der Stadt Salzburg im Flachgau an der Grenze zu Bayern. Die Gemeinde ist Teil des Gerichtsbezirks Seekirchen am Wallersee und war bis Februar 2023 Sitz des Gerichtsbezirks Oberndorf. Ihre Ausdehnung beträgt von Westen nach Osten etwa 2,2 und in Nord-Süd-Richtung rund 3,3 Kilometer. Das Stadtgebiet umfasst 4,55 Quadratkilometer. Davon sind 7 Prozent Bauflächen, 16 Prozent Gärten, 49 Prozent landwirtschaftliche Nutzfläche und 8 Prozent Wald.

### Gemeindegliederung
Das Gemeindegebiet umfasst folgende zwei Ortschaften (in Klammern Einwohnerzahl Stand 1. Jänner 2025):
- Haidenöster (22)
- Oberndorf bei Salzburg (6036) samt Altach, Bichlhaiden, Gastag, Kreuzerleiten, Lindach, Mayrhof, Wimm und Ziegelhaiden

Die Gemeinde besteht aus der Katastralgemeinde Oberndorf.

### Nachbargemeinden
| Sankt Georgen bei Salzburg | Lamprechtshausen                            | Göming               |
| Laufen                     | Kompassrose, die auf Nachbargemeinden zeigt | Göming               |
| Laufen                     | Nußdorf am Haunsberg                        | Nußdorf am Haunsberg |

Die Grenze zu Nußdorf am Haunsberg bildet fast zur Gänze die Oichten (auch: Oichtenbach) und die Grenze zu Laufen ist gleichzeitig die Staatsgrenze in der Flussmitte der Salzach.

## Geschichte
Oberndorf gehörte als Vorort der am linken Flussufer liegenden Stadt Laufen ursprünglich zum Salzburggau des Herzogtums Baiern. Die Salzburger Erzbischöfe konnten im 13. Jahrhundert das Gebiet des späteren Rupertiwinkels erwerben. 1275 wurde Salzburgs westliche Grenze zum Chiemgau durch den Landshuter Herzog Heinrich bestätigt. Damit begann die Ablösung des Landes Salzburg vom Mutterland Bayern. Im Jahr 1328 war dann Salzburg durch die Erlassung einer eigenen Landesordnung zum weitgehend unabhängigen Staat geworden. Oberndorf entwickelte sich am gegenüberliegenden Ufer der Salzach als Vorort der Stadt Laufen.
(Zur gemeinsamen Geschichte von Laufen und Oberndorf bis 1816 siehe Geschichte von Laufen.)

### 19. Jahrhundert
Mit dem Vertrag von München (1816) wurde Laufen zusammen mit dem Rupertiwinkel von Salzburg getrennt. Oberndorf wurde österreichisch und damit zum Grenzort zwischen dem Königreich Bayern und dem Kaisertum Österreich, während Laufen im (1817 aufgelösten) Salzachkreis bayerisch blieb. Die Auftrennung in zwei Gemeinden erwies sich zum Teil als langwierig, da Besitztümer beiderseits des Flusses, infrastrukturelle Einrichtungen und die Kassen verschiedener Stiftungen getrennt werden mussten. Abgeschlossen war die amtliche Trennung im Wesentlichen erst 1844. Der Verteilungsschlüssel, auf den man sich 1817 geeinigt hatte, beruhte auf der Anzahl der ratsfähigen Bürger beiderseits der Salzach und fiel damit sehr zum Nachteil Oberndorfs aus. Die neue Gemeinde hatte damit einen schwierigen wirtschaftlichen Start. Dem späteren Aufschwung setzte jedoch der zurückgehende Salzhandel auf der Salzach hart zu. Bis zur Gemeindetrennung war der Handel unter der Aufsicht der Salzburger Erzbischöfe gestanden und war ab dann quasi auf sich selbst gestellt, sodass zunehmend auch andere Güter wie Kohle, Holz, Gips und Marmor per Schiff transportiert wurden. Der Bau der Eisenbahn ließ dann die bis dahin bedeutende Schifffahrt immer mehr zurückgehen, bis 1871 der letzte Salztransport stattfand.
Sehr bald sah sich Oberndorf auch als Marktort. Ab 1828 wurden Wochenmärkte abgehalten, 1838 erhielt die Gemeinde das Recht auf die Abhaltung dreier Jahrmärkte, von denen der Peter-und-Paul-Markt Anfang Juli und der Simonimarkt im Oktober bis heute stattfinden. Zur Marktgemeinde wurde Oberndorf – zusammen mit der Zuerkennung eines Gemeindewappens – allerdings erst 1929 ernannt.
Der Ort bestand bis zum Ende des 19. Jahrhunderts aus Häusern an der Biegung der Salzach, wo heute die Alte Landstraße auf die Schöffleutgasse trifft, sowie einem Wohngebiet weiter flussabwärts entlang der heutigen Uferstraße (die sog. Altach). Das gesamte Gemeindegebiet zählte 1817 genau 1203 Einwohner. Wenigstens seit 1278 gab es ungefähr dort, wo heute der Europasteg ist, eine hölzerne Jochbrücke über die Salzach. Sie verband den Stadtberg und das Untere Stadttor in Laufen mit dem Fuß des Kalvarienbergs in Oberndorf. Über die Jahrhunderte litten Laufen und vor allem das niedrig gelegene Oberndorf immer wieder unter Überschwemmungen, die die Brücke beschädigten oder zerstörten, so in den Jahren 1314, 1508, 1567, 1598, 1786 und 1787. Im August 1896 riss ein außergewöhnlich hohes Hochwasser wieder einen Teil der Brücke weg. Noch während der Planungen für eine höher gelegene eiserne Bogenbrücke kam es am 31. Juli und 1. August 1897 zu einem Hochwasser, das das letzte um einen Meter überstieg und nicht nur die provisorisch instandgesetzte Holzbrücke erneut wegriss, sondern auch die bisherigen Planungen für die neue Brücke hinfällig werden ließ. Man einigte sich schließlich, eine noch höher gelegene Brücke zu bauen, als das Hochwasser vom 13. und 14. September 1899 alle bisher registrierten Marken überstieg und auch die letzten Pläne für eine höhere Brücke zur Makulatur machte. Dieses Hochwasser überstieg die Zufahrtsstraßen zu der bisherigen Brücke um zwei bis drei Meter und beschädigte oder zerstörte fast alle Gebäude in Oberndorf, auch die spätbarocke Nikolauskirche. Man entschied sich daher zum Bau einer Brücke an der heutigen Stelle der sog. Länderbrücke, eine Idee, die bis dahin am Widerstand beider Gemeinden gescheitert war. Dort lag das Gelände hoch genug, sodass auch die Zufahrtsstraßen hochwasserfrei angelegt werden konnten. Im Zuge des Baus der neuen Brücke wurde das bisherige Oberndorf weitgehend aufgegeben und abgerissen und ein neuer Ort samt neuer Pfarrkirche bei der neuen Brücke gebaut.

### Stadterhebung
Mit Wirkung am 30. April 2001 erfolgte die Erhebung zur Stadt (Gesetz vom 7. Februar 2001, mit dem die Marktgemeinde Oberndorf bei Salzburg zur Stadt erhoben wird).

### Bevölkerungsentwicklung
- 2024: 6097[8]
- 2025: 6058[9]

## Politik

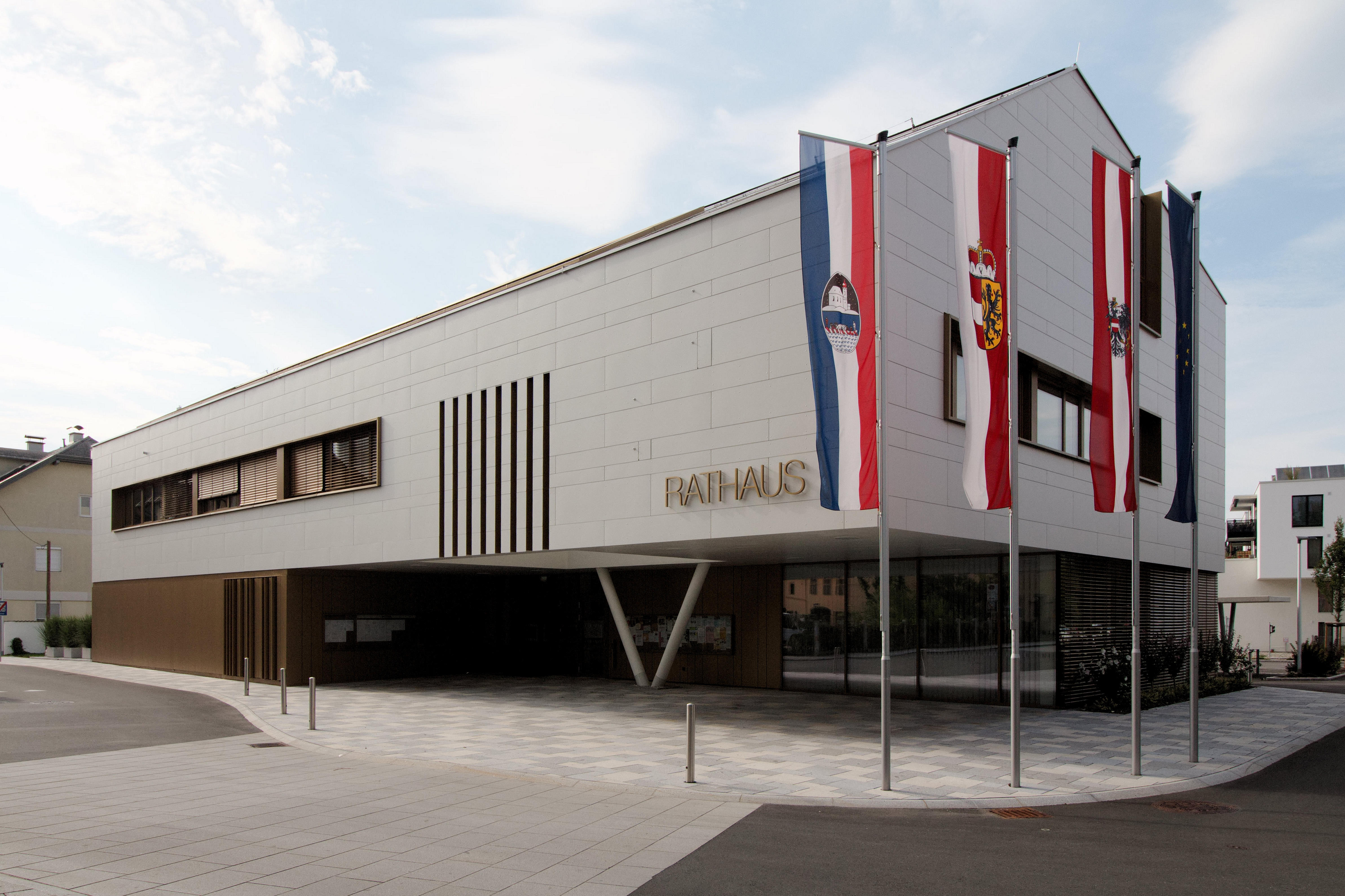
Das 2018 neu errichtete Rathaus von Oberndorf

### Gemeinderat
| Gemeinderatswahl 2024Wahlbeteiligung: 63,7 % 6050403020100 54,5 % (+13,7 %p)22,5 % (−13,9 %p)9,0 % (+3,9 %p)8,3 % (−0,8 %p)5,8 % (−2,7 %p) SPÖÖVPFPÖGRÜNENOW20192024 |

Die Gemeindevertretung hat insgesamt 25 Mitglieder.
- Mit den Gemeindevertretungs- und Bürgermeisterwahlen in Salzburg 2004 hatte die Gemeindevertretung folgende Verteilung: 9 SPÖ, 8 ÖVP, 4 NOW Neue Oberndorfer Wählergemeinschaft, 3 Grüne, und 1 FPÖ.
- Mit den Gemeindevertretungs- und Bürgermeisterwahlen in Salzburg 2009 hatte die Gemeindevertretung folgende Verteilung: 12 SPÖ, 6 ÖVP, 3 NOW, 2 Grüne, und 2 FPÖ.[10]
- Mit den Gemeindevertretungs- und Bürgermeisterwahlen in Salzburg 2014 hatte die Gemeindevertretung folgende Verteilung: 11 SPÖ, 8 ÖVP, 3 NOW, 2 Grüne, und 1 FPÖ.[11]
- Mit den Gemeindevertretungs- und Bürgermeisterwahlen in Salzburg 2019 hatte die Gemeindevertretung folgende Verteilung: 11 SPÖ, 9 ÖVP, 2 Grüne, 2 NOW, und 1 FPÖ.[12]
- Mit den Gemeindevertretungs- und Bürgermeisterwahlen in Salzburg 2024 hat die Gemeindevertretung folgende Verteilung: 14 SPÖ, 6 ÖVP, 2 FPÖ, 2 Grüne und 1 NOW.[13]

### Bürgermeister
- 1967–1992 Raimund Traintinger (ÖVP)[14]
- 1992–2004 Andreas Kinzl (ÖVP)[15]
- 2004–2019 Peter Schröder (SPÖ)
- seit 2019 Georg Djundja (SPÖ)[16]

### Wappen
Blasonierung: Im geteilten Wappen ist oben in Schwarz mit kleinen bestreuten goldenen Sternen auf einem flachen silbernen Dreiberg eine silberne Kirche mit unbelichteten Fenstern und den Turm nach rechts gestellt; unten im durch einen Wellenschnitt geteiltem Feld in Blau und Weiß ein schräg rot-weiß gestreiftes Ruderboot mit einer mittels einer Plane verdeckten Salzladung auf der Linie und von fünf Ruderern und einem Steuermann in Tracht geführt.
Symbolik: Das Ruderboot stellt ein Salzschiff dar. Die fünf Ruderer sind durch ihre Tracht und ihren hohen schwarzen Hüten als ‚Schöffleute‘ charakterisiert.

## Kultur und Sehenswürdigkeiten

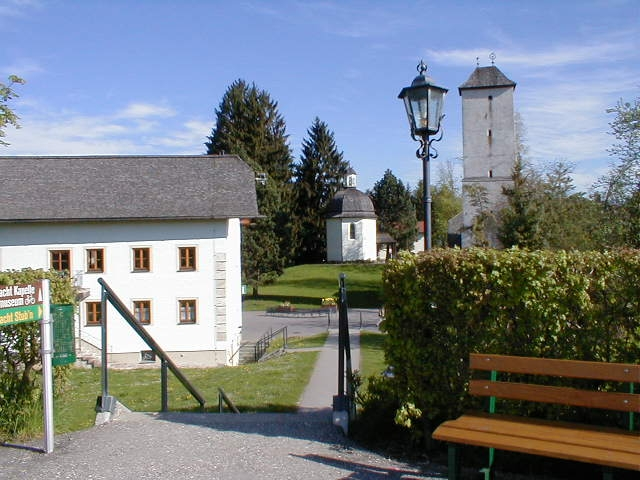
Stille-Nacht-Museum und -Kapelle in Oberndorf

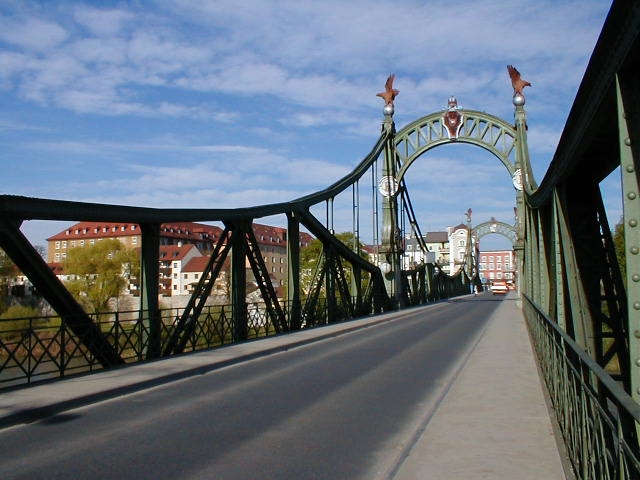
Salzachbrücke mit Blick von Oberndorf nach Laufen

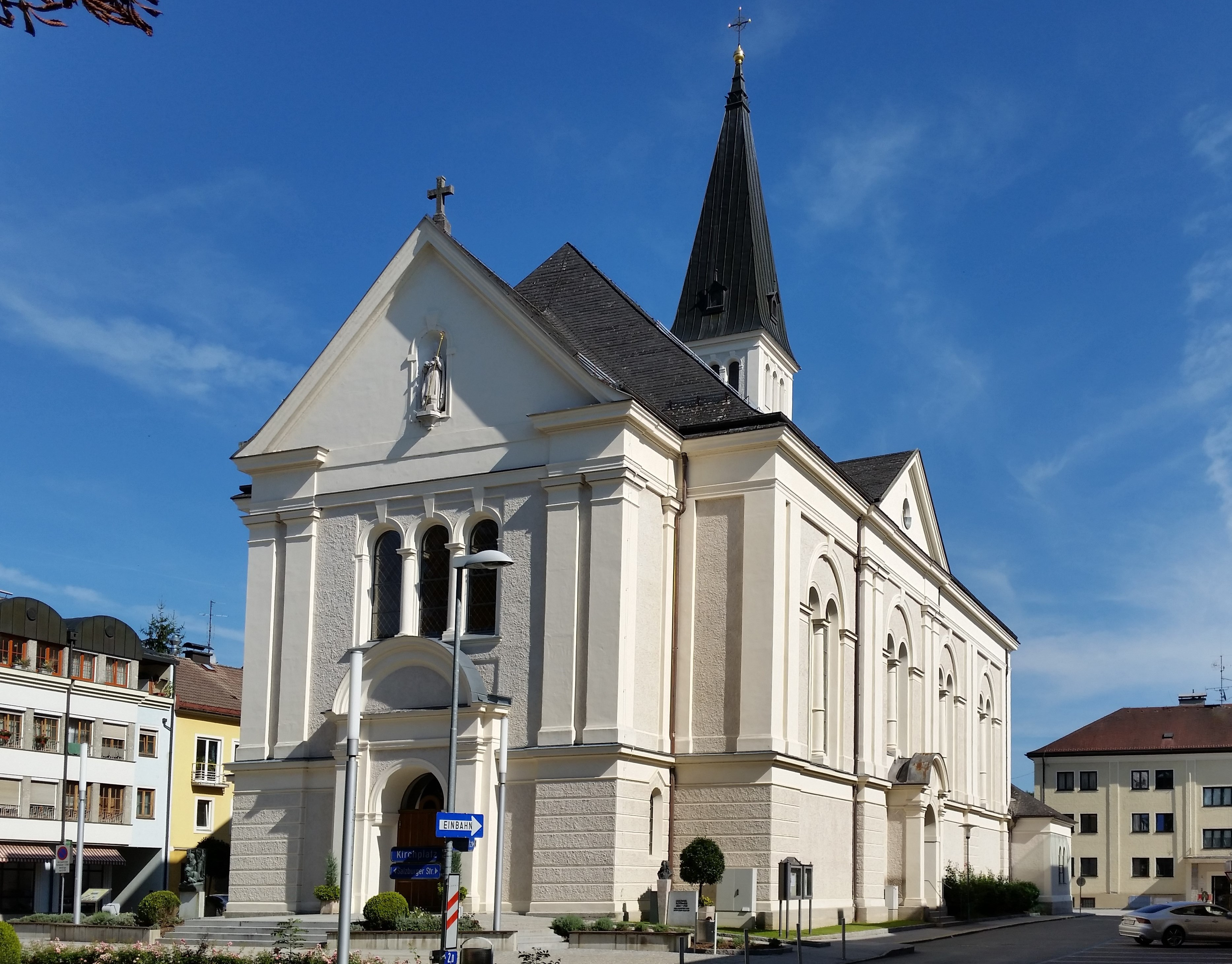
Pfarrkirche Oberndorf bei Salzburg

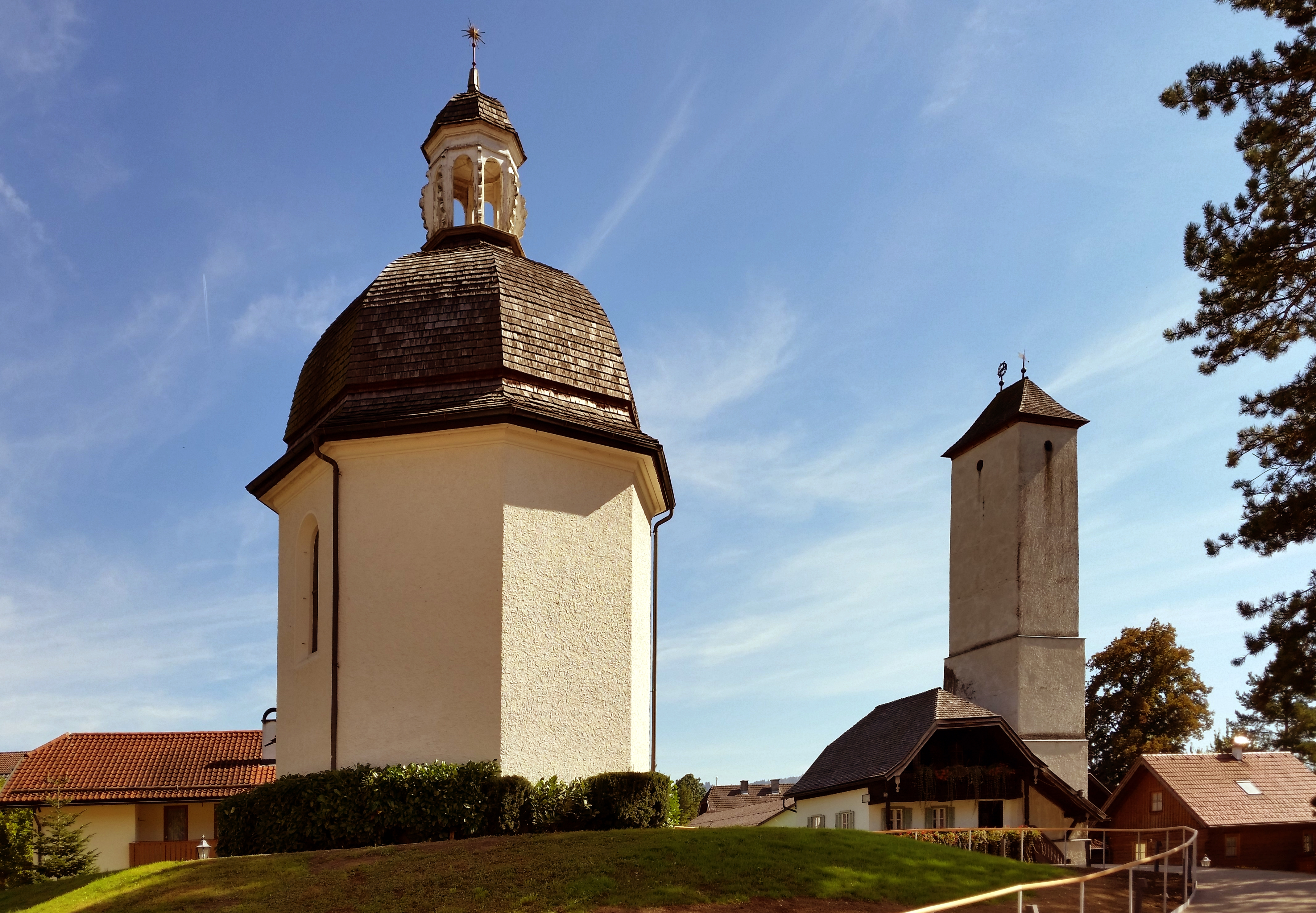
Stille-Nacht-Kapelle mit Wasserturm

### „Stille Nacht, heilige Nacht“
In Oberndorf wurde 1818 in der Christmette in der alten Pfarrkirche St. Nikolai das Weihnachtslied Stille Nacht, heilige Nacht vom Hilfspfarrer Joseph Mohr (Liedtext) und vom in Arnsdorf tätigen Lehrer Franz Xaver Gruber (Melodie) zum ersten Mal öffentlich aufgeführt. An der dortigen Stelle steht seit 1937 die Stille-Nacht-Kapelle. Das Stille-Nacht-Museum befindet sich in unmittelbarer Nähe. Jährlich am 24. Dezember findet bei der Kapelle eine weihnachtliche Feier statt.
Mit dem Mohr-Gruber-Denkmal steht für die Schöpfer des Liedes ein Denkmal vor der jetzigen Stadtpfarrkirche.
Der deutsch-österreichische Fernsehfilm Das ewige Lied (1997) über Pfarrer Joseph Mohr spielt in Oberndorf um das Jahr 1818.
2018 war das Weihnachtslied und seine Botschaft Thema einer Landesausstellung, bei der Oberndorf einer von mehreren Ausstellungsstandorten war.

### Bemerkenswerte Bauten
- Katholische Pfarrkirche zum hl. Nikolaus: örtlich versetzter Neubau von 1907 anstelle einer alten beschädigten Kirche
- Wallfahrtskirche Maria Bühel: zweitürmig, zwischen 1663 und 1677 erbaut; Votivtafeln, Statuen von Josef Anton Pfaffinger, Gemälde von Johann Michael Rottmayr
- Salzachbrücke (Laufen–Oberndorf): grenzüberschreitende Brücke von 1903, aus steinernen Pfeilern und einer Jugendstil-Eisenkonstruktion mit kunstvollen Verzierungen; anlässlich des hundertjährigen Bestehens deutsch-österreichische Gemeinschafts-Sonderbriefmarke
- Kalvarienberg Maria Bühel: 1. Hälfte 18. Jh., Nepomuk-Statue
- Schifferkapelle: 1858/1859 errichteter Neubau als Andachtsstätte der früheren Salzachschiffer

### Kulturelle Gruppierungen und Vereine

#### Musik
- Liedertafel Oberndorf:

Sie wurde 1878 als Männerchor gegründet und bereits nach dem ersten Jahr als gemischter Chor weitergeführt. 1951 riefen die Mitglieder die bis heute bestehende Gedenkfeier bei der Stille-Nacht-Kapelle zu Ehren der Schöpfer des Weihnachtsliedes ins Leben. Das Repertoire des aus zirka 40 Mitgliedern bestehenden Chors umfasst Volkslieder, Musical, Schlager, Gospel- und geistliche Kirchenlieder sowie klassisches Liedgut. Als regelmäßige Auftritte gibt es jährlich ein Sommerkonzert, ein Advent-Konzert in der Wallfahrtskirche Maria Bühel, Auftritte am Weihnachtsmarkt sowie zu Weihnachten bei der Gedenkfeier am 24. Dezember bei der Stille-Nacht-Kapelle (mit Darbietung der Originalversion von Stille Nacht heilige Nacht) und bei der Stefani-Messe am 26. Dezember in der Pfarrkirche.
- Stadtkapelle Oberndorf
- Triangel Chor

#### Theater
- Theater- und Kulturverein Oberndorf[17]
- Freiraum Oberndorf[18] – Theater, Bühne und Veranstaltungsort
- Schiffertheater Laufen

### Sportvereine
Als Vereinssportarten gibt es in Oberndorf
- Basketball
- Boxen
- Eishockey
- Eisstockschießen
- Freeclimbing
- Fußball
- Nordic-Walking
- Schilauf
- Tae Kwon Do
- Tauchen
- Tennis
- Tischfußball
- Tischtennis
- Turnen
- Volleyball

## Wirtschaft und Infrastruktur

### Verkehr

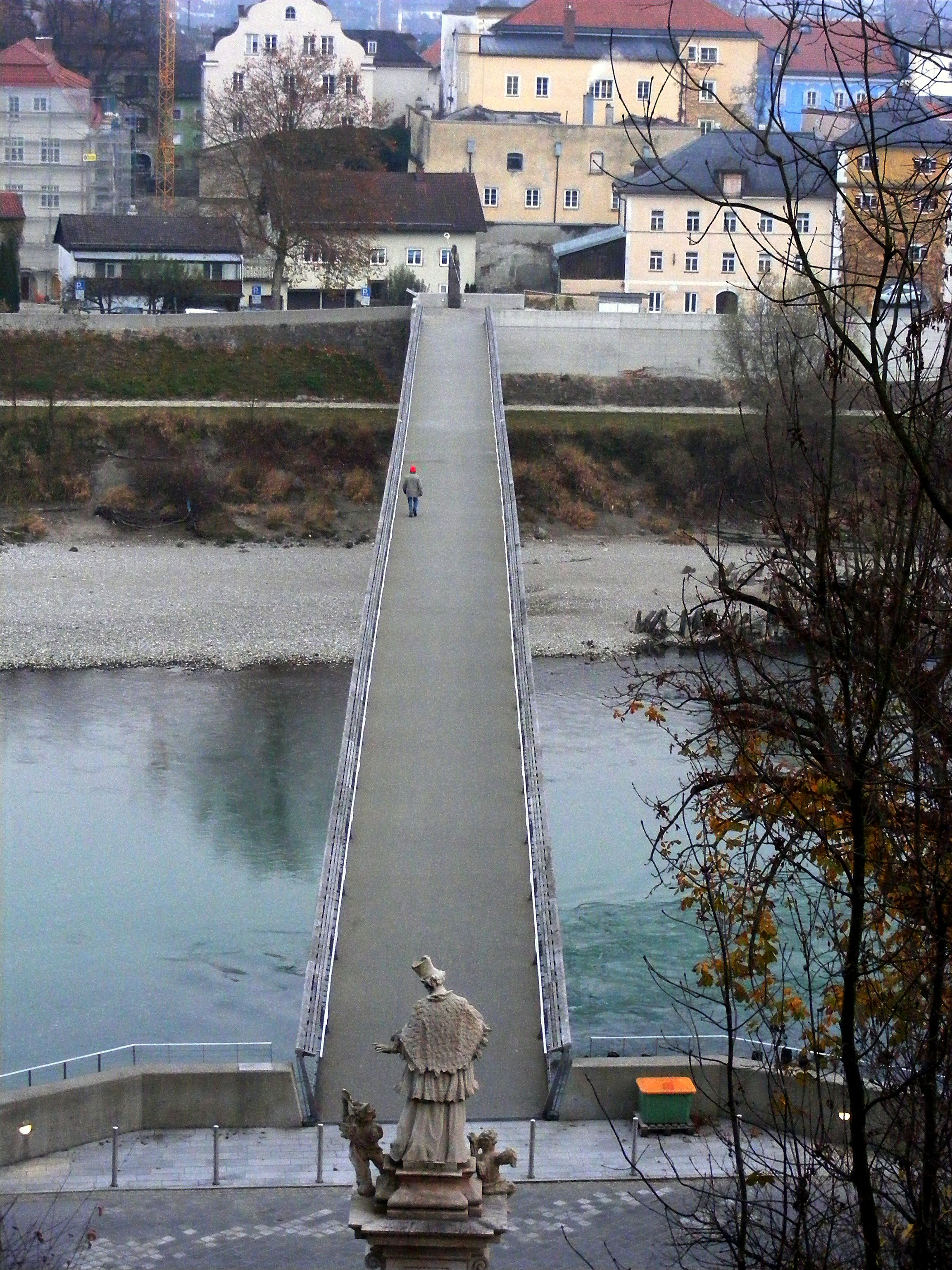
Der „Europasteg“ Richtung Laufen

Mit öffentlichen Verkehrsmitteln ist Oberndorf von Salzburg mit der S-Bahn Salzburg (Linie S1 der Salzburger Lokalbahn) halbstündlich, zeitweise viertelstündlich (Linie S11) in rund 25 Minuten erreichbar. Innerhalb des Stadtgebiets gibt es vier Halte: den Bahnhof Oberndorf b. Salzburg (auch Oberndorf Bahnhof bezeichnet), sowie die Haltestellen Oichtensiedlung, Oberndorf–Laufen und Ziegelhaiden. Die Stadt ist weiters mit Postbussen zu erreichen.
Oberndorf liegt an der Lamprechtshausener Straße (B 156), die heute als Umfahrungsstraße das Stadtgebiet nur noch am Rande passiert. Der ehemalige Verlauf der B156 durch das Stadtgebiet hat heute durchgehend die innerörtliche Bezeichnung Salzburger Straße. Der südliche Zubringer-Abschnitt bildet die nur 2,2 km lange B 156a, die im Kern des Stadtgebiets nunmehr zur Salzachbrücke nach Laufen abzweigt und dort endet.
Weiters besteht die Möglichkeit, den gesamten Weg von Salzburg bis Oberndorf (und weit darüber hinaus) mit dem Fahrrad oder zu Fuß an einem Treppelweg entlang der Salzach zurückzulegen, der seit der zweiten Hälfte der 2010er Jahre im letzten Abschnitt vor Oberndorf durch die unter Schutz stehende Weitwörther Au führt. Der gesamte Weg von Salzburg und weiter flussabwärts ist Teil des Tauernradwegs.
Von deutscher Seite gelangt man nach Oberndorf auf der Bundesstraße 20 durch das Stadtgebiet von Laufen und über die Salzachbrücke. Im Jahr 2007 wurde mit dem Europasteg auch eine neue Überquerung des Flusses für Fußgänger und Radfahrer eröffnet, die Oberndorf und Laufen an der Stelle einer früheren Brücke verbindet. Von jener stehen noch heute die Piloten.

### Öffentliche Einrichtungen
- Bibliothek
- Krankenhaus
- Seniorenheim
- Stadthalle (Mehrzweckhalle) für Konzerte und Sportveranstaltungen
- Jugendzentrum

### Bildung
- drei Kindergärten
- Volksschule
- Hauptschule
- Polytechnische Schule
- Sonderpädagogisches Zentrum
- Handelsakademie (HAK)
- Handelsschule (HASCH)

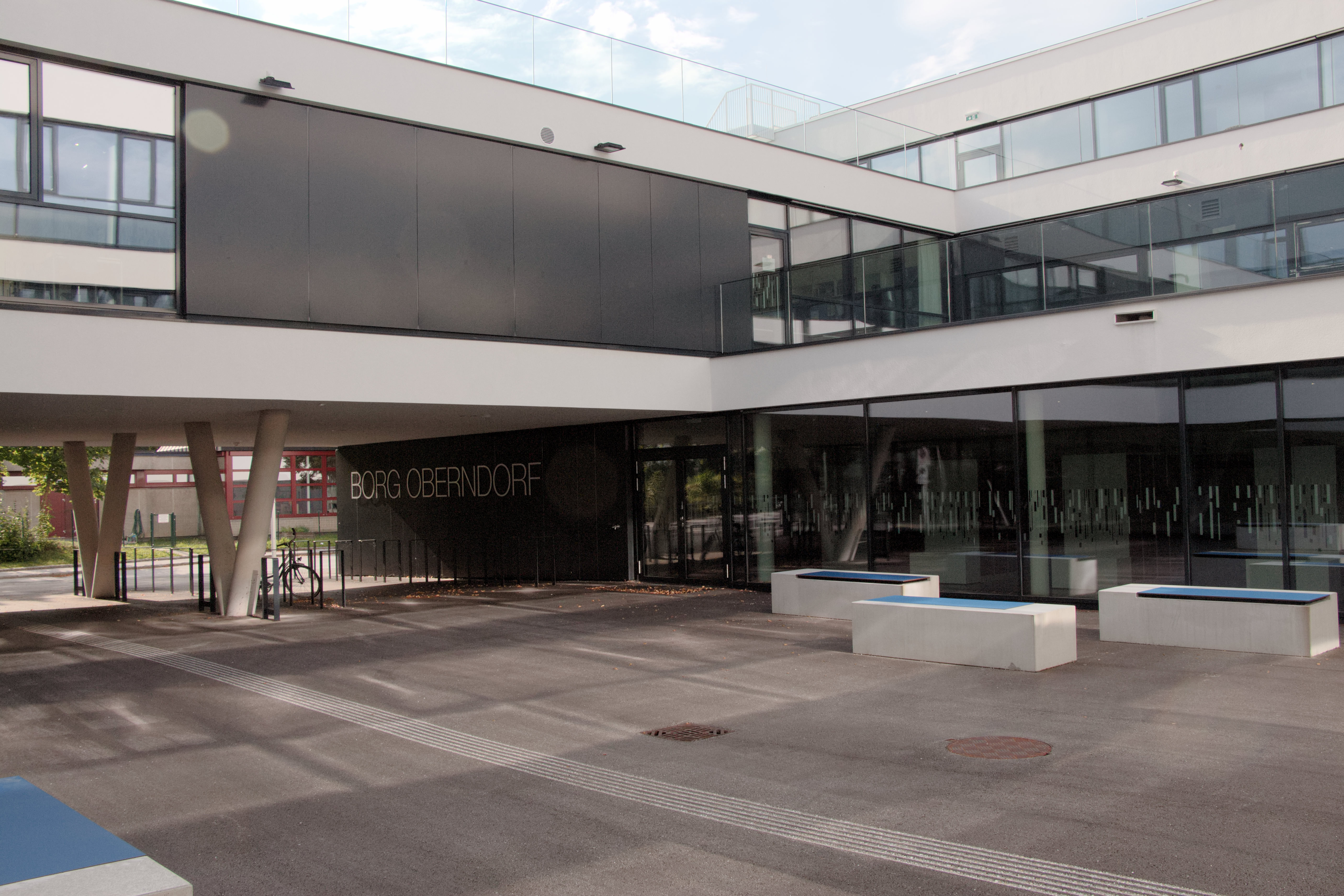
Das 2018 fertiggestellte neue Gebäude des BORG Oberndorf

- Bundesoberstufenrealgymnasium (BORG)

## Persönlichkeiten

### Söhne und Töchter der Gemeinde
- Josef Fleischmann (1867–1925), Zeichner und Lithograph
- Alfred Poell (1867–1929), Frauenarzt und Maler
- Michael Gundringer (1876–1957), Heimatforscher, Theaterschriftsteller und Heimatdichter
- Leopold Kohr (1909–1994), Alternativ-Nobelpreisträger, Philosoph, Nationalökonom, Jurist, Staatswissenschaftler
- Ernestine „Tini“ Maresch[19] (1909–1996), Haushälterin von Sigmund Freud in Wien und London
- Ernst Märzendorfer (1921–2009), Dirigent, Komponist und Musikforscher
- Johann Werner Mödlhammer (1932–2017), Theologe
- Josef Alois Standl (* 1945), Journalist und Publizist
- Roland Rasser  (* 1952),  Generalvikar der Erzdiözese Salzburg
- Franz Scharl (* 1958), Weihbischof der Erzdiözese Wien
- Hermann Stadler (* 1961), Fußballspieler und Fußballtrainer
- Thomas E. Stadler (* 1962), Bildender Künstler, Kunstvermittler und Autor
- Gerald Baumgartner (* 1964), Fußballspieler und Fußballtrainer
- Georg Strack (* 1977), Historiker
- Wolfgang Mayer (* 1978), Politiker, Abgeordneter zum Salzburger Landtag
- Barbara Sieberth (* 1978), Politikerin (Grüne)
- Florian Wenninger (* 1978), Historiker und Politologe
- Johannes Eder (* 1979), Skilangläufer
- Stefan Fent (* 1980), Schauspieler, Autor, Regisseur und Musiker
- Hannes Költringer (* 1980), Politiker (FPÖ)
- Tim Koller (* 1981), Schauspieler
- Dieter Muckenhammer (* 1981), Fußballschiedsrichter
- Ludwig Paischer (* 1981), Judoka
- Helena Adler (1983–2024), Schriftstellerin
- Barbara Hansel (* 1983), Beachvolleyballspielerin
- Helmut Fuchs (* 1984), Trompeter und Hochschullehrer
- Esther Rauch (* 1985), Filmregisseurin und Drehbuchautorin
- Lukas Kletzander (* 1987), Jazz-Pianist und Komponist
- Anna Neata (* 1987), Dramatikerin
- Nicolas Reissig (* 1989), Tennisspieler
- Dominik Kraihamer (* 1989), Automobilrennfahrer
- Gerald Weilbuchner (* 1990), Politiker (ÖVP)
- Natalie Hangöbl (* 1991), Politikerin (KPÖ), Landtagsabgeordnete
- Anna Maria Stadler (* 1992), Autorin, Künstlerin und Kulturarbeiterin
- Dominic Demschar (* 1993), australischer Skirennläufer
- Felix Kreutzer (* 1993), deutscher Schauspieler
- Daniel Demschar (* 1994), australischer Skirennläufer
- Liliane Zillner (* 1994), Schauspielerin
- Sebastian Graser (* 1996), Skirennläufer und Fallschirmspringer
- Yannick Mayr (* 1996), American-Football-Spieler
- Constantin Reiner (* 1997), Fußballspieler
- Marco Rottensteiner (* 2004), Fußballspieler

### Personen mit Bezug zur Gemeinde
- Axel Corti (1933–1993), Regisseur, verstarb in Oberndorf
- Benita Ferrero-Waldner (* 1948), Diplomatin und Politikerin (ÖVP), wuchs in Oberndorf auf
- Franz Xaver Gruber (1787–1863), Organist und Lehrer, von etwa 1807 bis 1827 in Oberndorf tätig
- Joseph Mohr (1792–1848), Pfarrer und Dichter, von 1817 bis 1819 in Oberndorf tätig